# Schipdeur

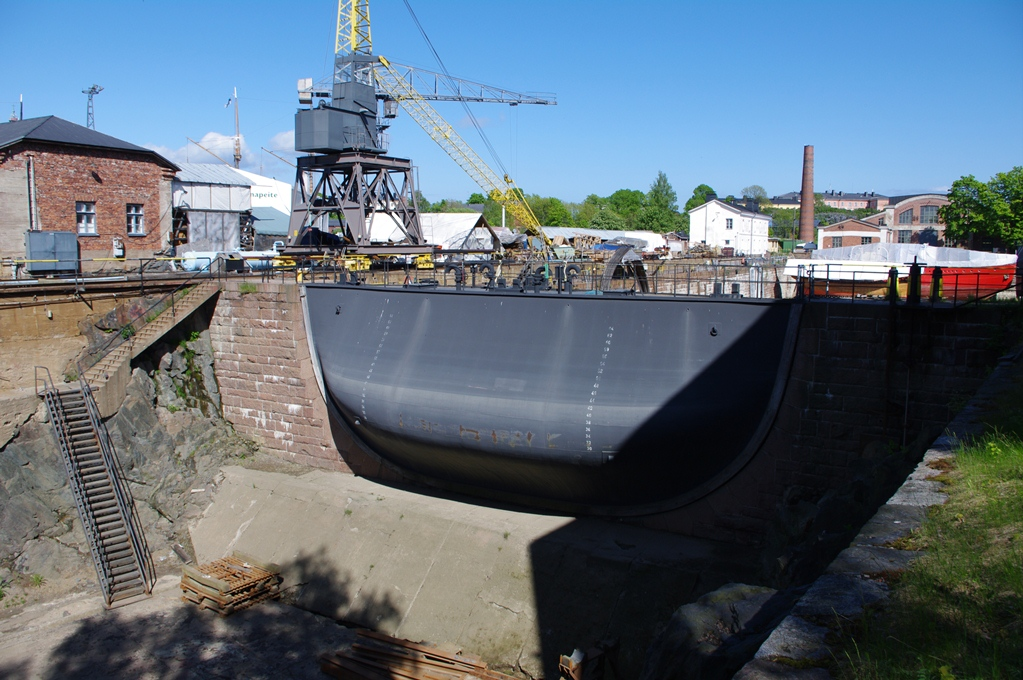
Een schipdeur in een droogdok van Suomenlinna, Helsinki.

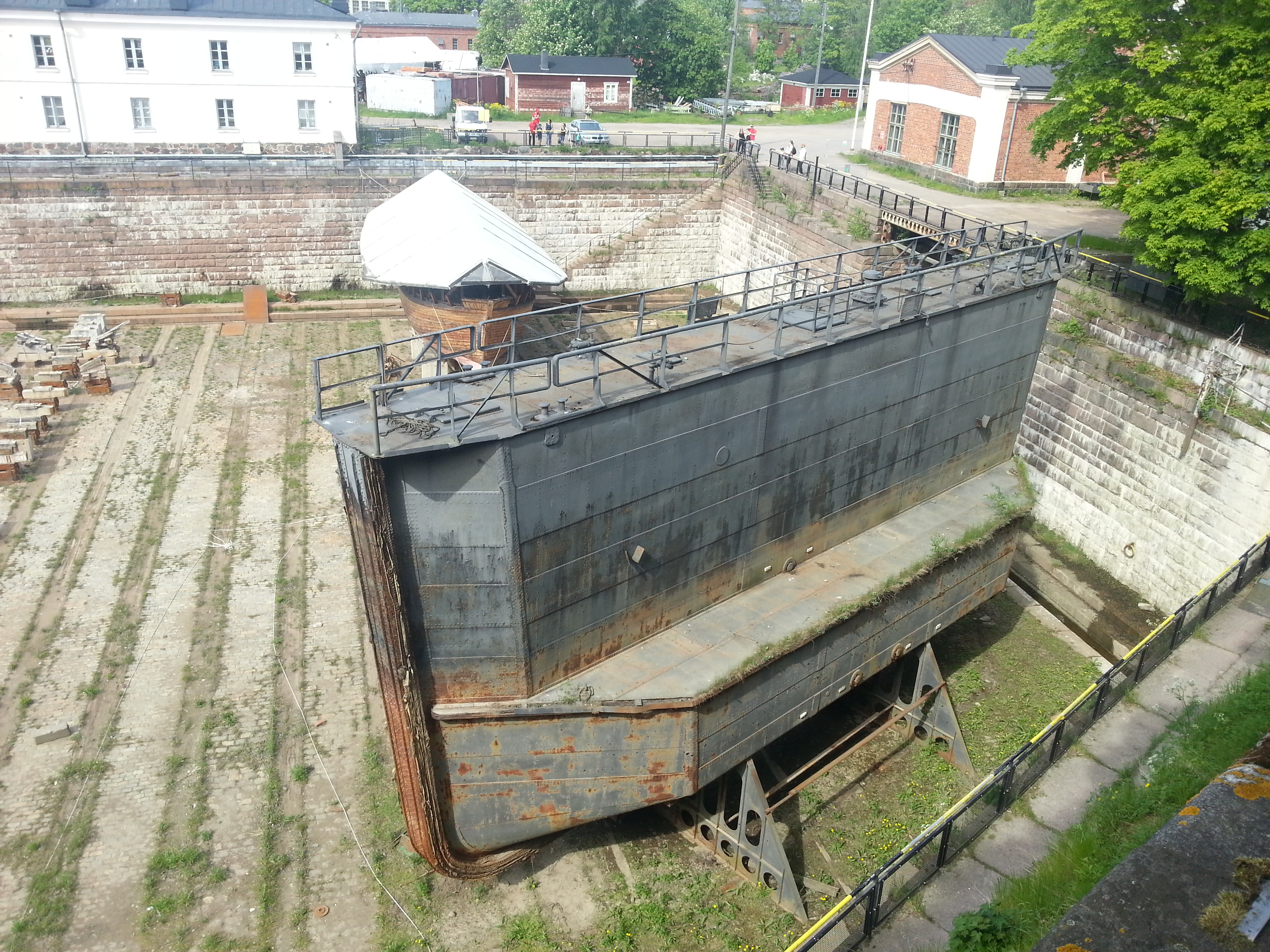
Andere schipdeur in een droogdok van Suomenlinna.

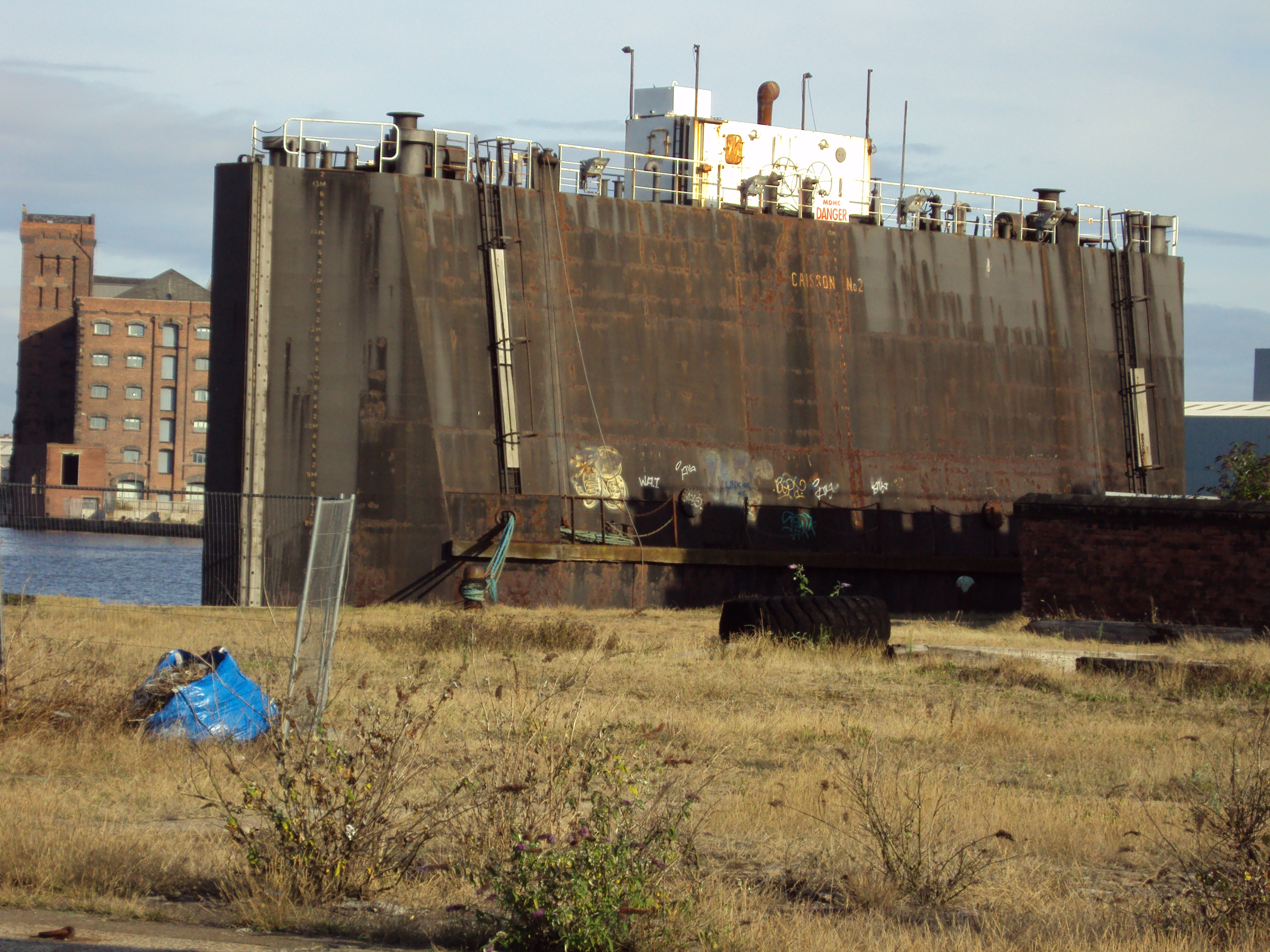
Een schipdeur op het droge in Birkenhead.

Een schipdeur (in het Frans: bateau-porte) is een waterdichte afsluiting voor een droogdok, die in zijn geheel kan worden verwijderd zodat de volle doorgangsopening van het dok bruikbaar is. Het is een Franse uitvinding uit de zeventiende eeuw. Een schipdeur kan uit hout, staal of ijzer bestaan. Het kan ook gebruikt worden in een sluis.

## Werking
De schipdeur heeft rondom een rand die precies past in een groef, die in de wand van het dok is uitgespaard. Wanneer de deur is afgezonken, sluit deze het dok perfect af. Om ervoor te zorgen dat dit zo blijft, wordt de deur gevuld met water.
Om de deur te openen, wordt het dok gevuld totdat het waterniveau aan beide zijden van de deur gelijk is. Vervolgens wordt het water uit de schipdeur gepompt, totdat deze gaat drijven. Daarna wordt de deur, inmiddels een schip, weggesleept om doorgang te verlenen aan het vaartuig dat het dok in- of uitgevaren wordt. Na het passeren wordt de deur weer precies op zijn plek in de ingang van het dok teruggevaren en gevuld met water totdat het dok door de deur is afgesloten. Het dok kan daarna worden leeggepompt.
In de 19e eeuw ontwierp A.F. Goudriaan voor een dok in Medemblik een schipdeur die voorzien was van puntdeuren. Deze zijn met name handig voor kleinere schepen en kost minder tijd, omdat het verplaatsen van de grote en zware schipdeur nogal wat tijd in beslag neemt en de kleinere schepen door de opening gaan van de puntdeuren. Later die eeuw, rond 1860 werden er voor tweetal droogdokken in Den Helder twee ijzeren schipdeuren gebouwd. Dit zouden de eerste van zijn soort zijn geweest.

## Geschiedenis
In 1683 werd in de Franse plaats Rochefort een droogdok gebouwd, die een oudere constructie uit 1669 verving. Daarbij werd ook een nieuwe schipdeur gebouwd naar het ontwerp van Pierre Arnoul. Deze ontwerpversie werd waarop de latere schipdeuren werden gebaseerd, net als het tweede schipdeur in het tweede droogdok uit 1728, de Napoléon III zoals het tweede dok later bekend is geworden. Het eerste droogdok staat bekend als Louis XV.
In Nederland is de schipdeur, ook gebaseerd op het Louis XV ontwerp, voor het eerst toegepast door Jan Blanken in het door hem ontworpen Droogdok Jan Blanken, gebouwd tussen 1802 en 1804 in Hellevoetsluis. De oorspronkelijke schipdeur was van hout, maar werd later vervangen door een stalenversie. Nog veel later raakte het dok en de schipdeur in verval. Na de restauratie in 2005 is het geheel weer in bedrijf. De schipdeur werd van het Droogdok Jan Blanken in detail ontworpen door P. Glavimans en Breedtree.
In Vlissingen maakt een brede keersluis ook gebruik van een schipdeur, waarbij het onbeperkte doorvaarthoogte geeft.

## Galerij van de schipdeur in werking in Hellevoetsluis

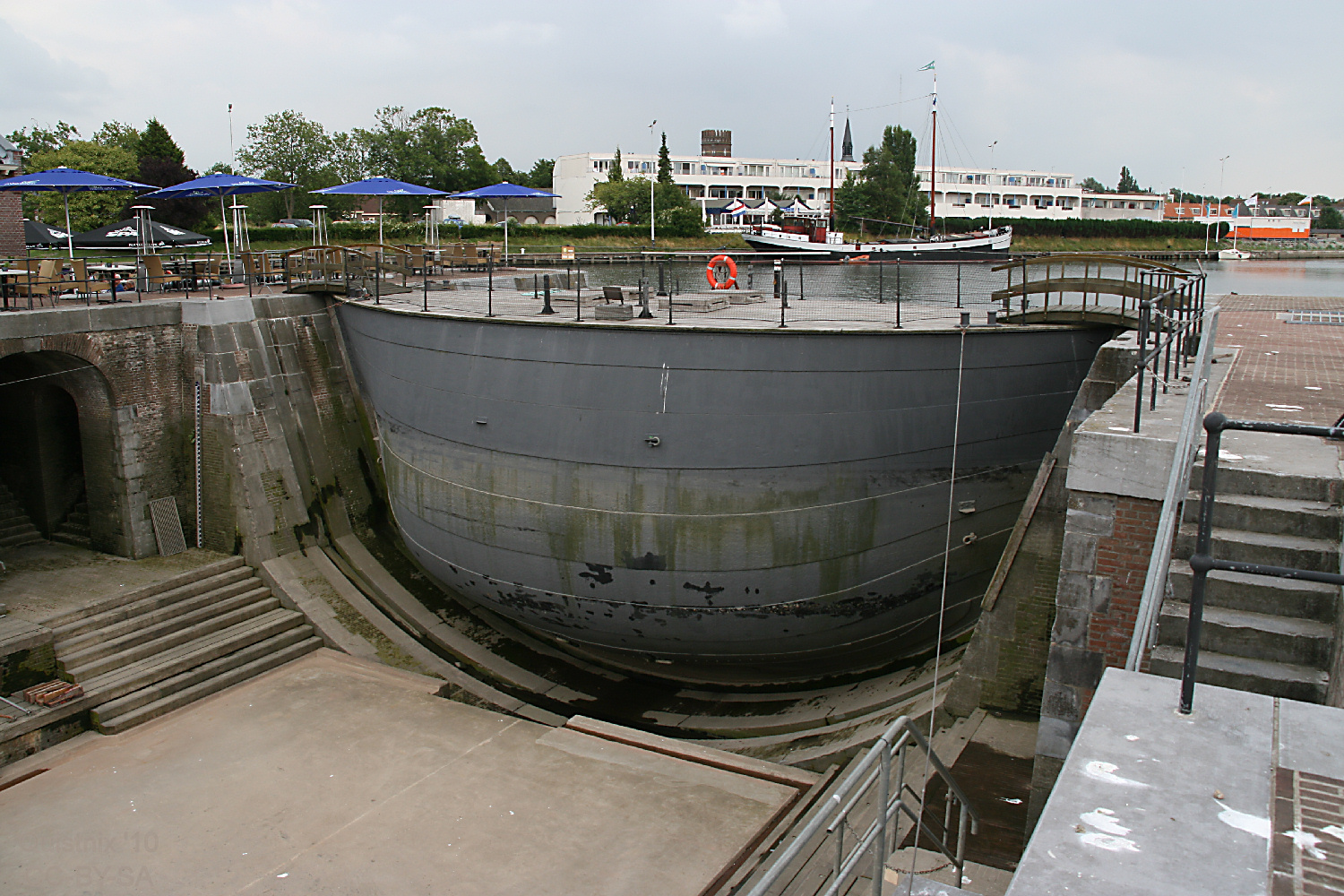
Schipdeur in droogdok
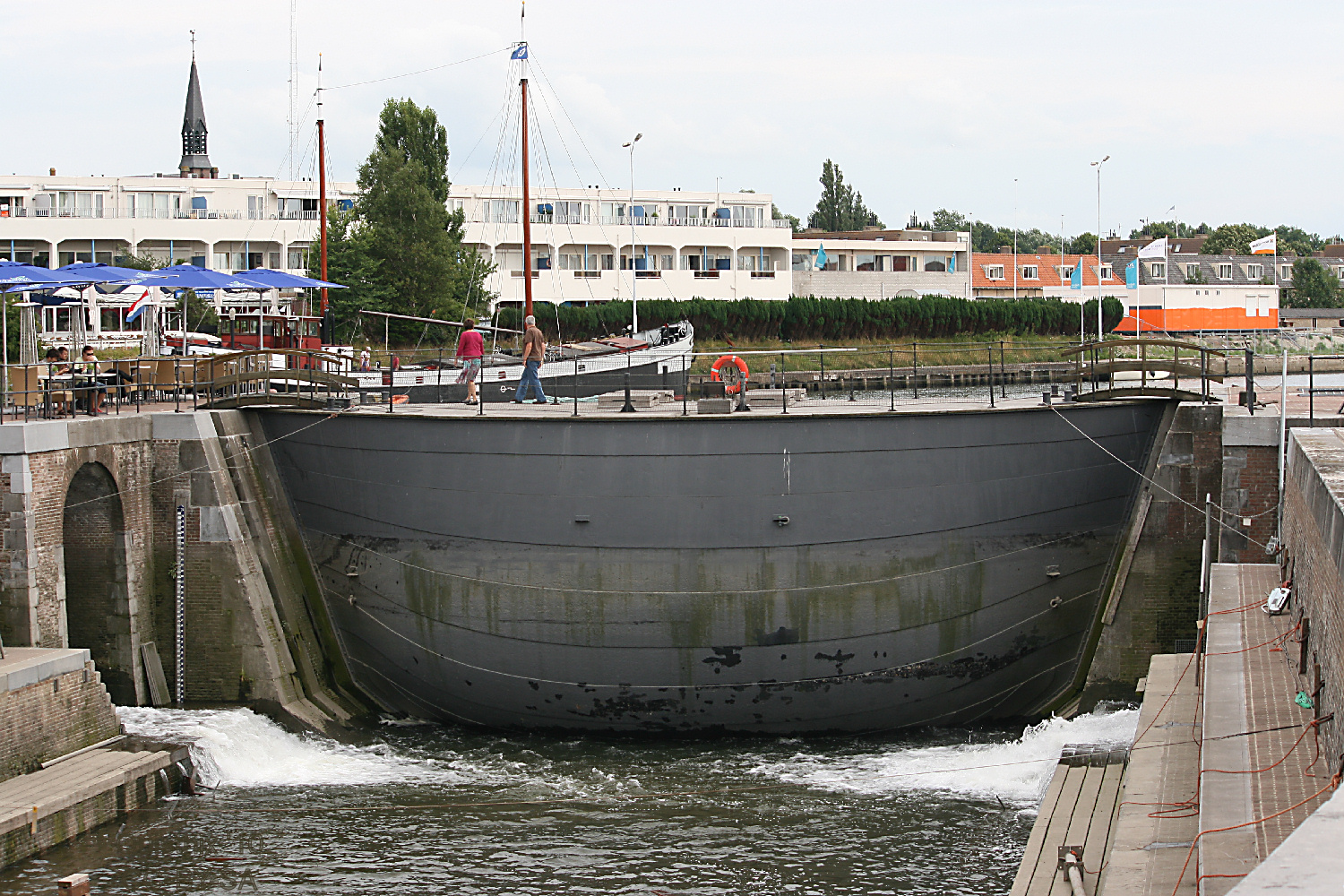
Het dok wordt gevuld
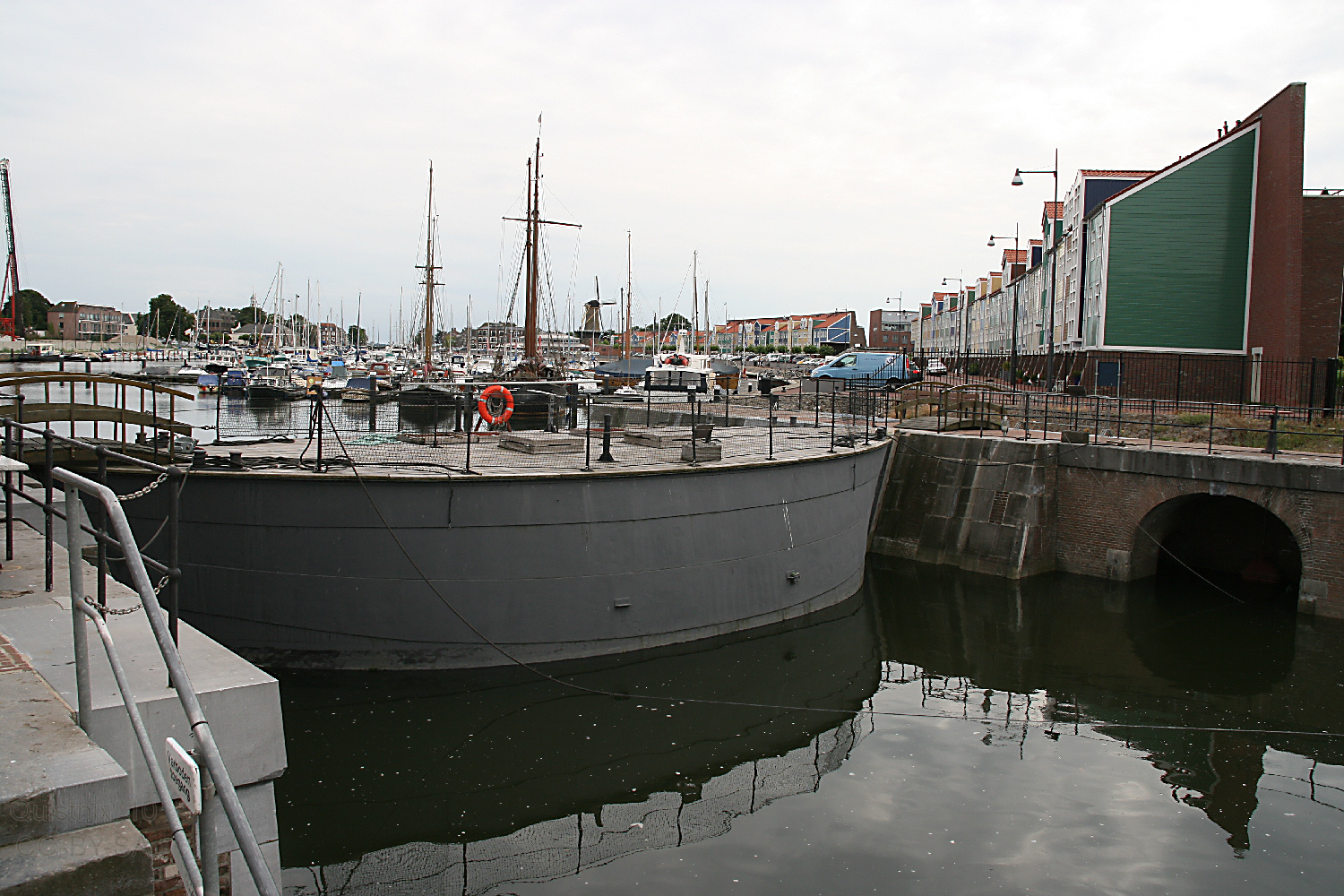
Het dok is vol
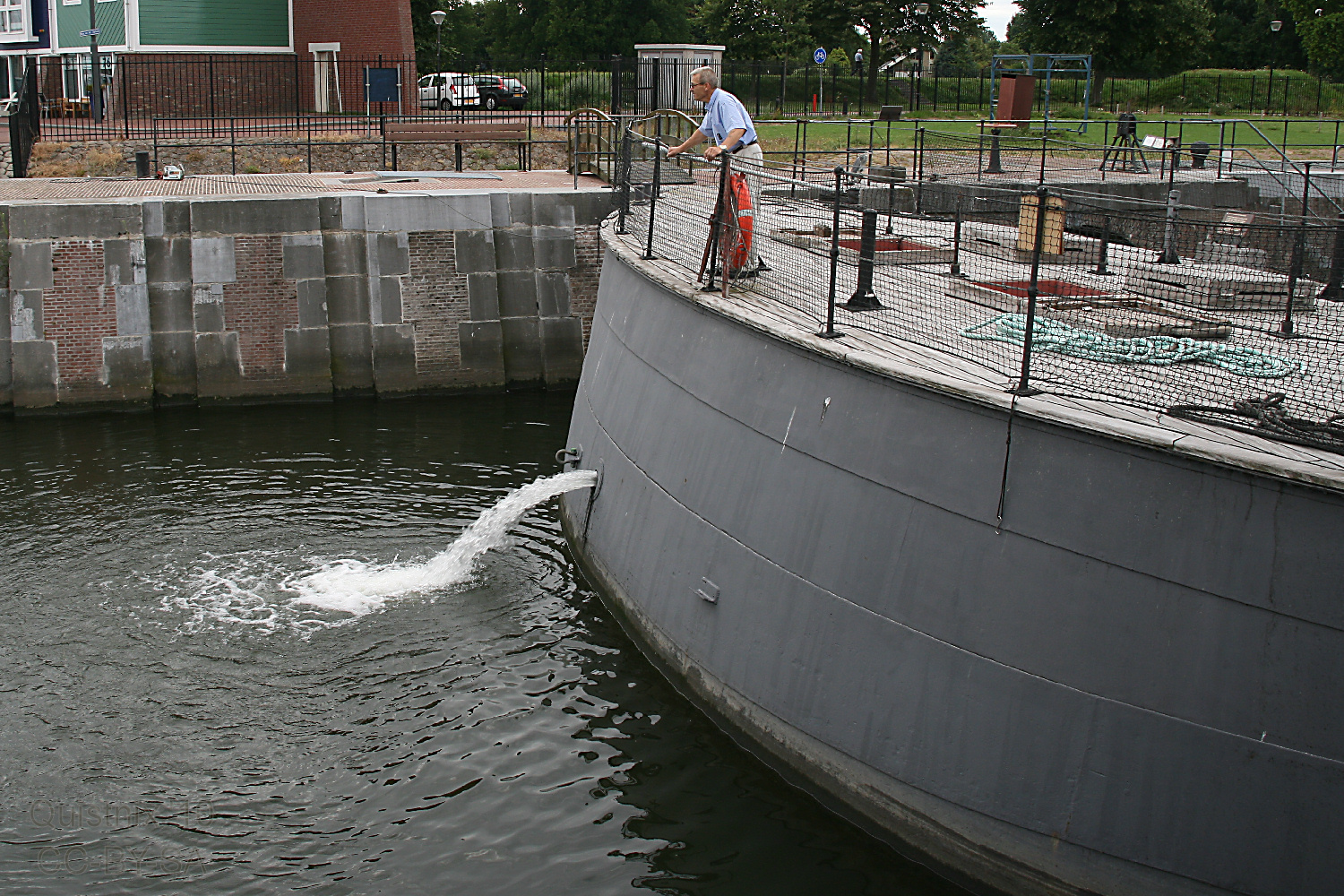
Leegpompen van de schipdeur